# Жураківська Олеся Вікторівна
Оле́ся Ві́кторівна Журакі́вська (нар. 13 серпня 1973, м. Київ, УРСР) — українська акторка театру і кіно. Працює в Київському академічному театрі драми і комедії на лівому березі Дніпра (з 2002 року). Народна артистка України (2024). Нагороджена Орденом княгині Ольги III ступеня (2021), а також мистецькою премією «Київ» імені Амвросія Бучми (2021). 
Лауреатка телевізійної нагороди «Телетріумф» за роль у серіалі «Шлях у порожнечу» (2014). Чотириразова номінантка театральної премії «Київська пектораль» (2006, 2009, 2013, 2019). У 2018 році виконала роль дівчини з відром у фільмі Сергія Лозниці «Донбас», за яку була номінована на премії «Кіноколо» (2018) і «Золота дзиґа» (2019).

## Життєпис
Народилася 13 серпня 1973 року у Києві. З раннього дитинства виявляла схильності до акторського мистецтва, влаштовуючи вдома різноманітні сцени та циркові етюди для батьків. Серйозно займалася гімнастикою. Перша освіта — технолог швейного виробництва, її мати також працювала на швейній фабриці.
Навчалася у Москві в Російському університеті театрального мистецтва (рос. ГИТИС) (курс Володимира Андрєєва), однак до цього ніколи не мріяла стати професійною акторкою (вступити до театрального вузу її вмовила подруга). Під час вступу до ГІТІСу співала українську народну пісню та загалом підкорила приймальну комісію безпосередністю, зарахована на перший курс. В університеті отримала перший сценічний досвід, після закінчення вузу два роки пропрацювала у Московському драматичному театрі ім. Єрмолової.
У 2001 повернулася до Києва та після нетривалих пошуків робочого місця у 2002 влаштувалася до Київського академічного театру драми і комедії на лівому березі Дніпра, у якому грає й нині. Тут виконує здебільшого ролі сильних жінок, здатних керувати чоловіками — Годувальниці у виставі «Ромео и Джульетта», Жозефіни у «Корсиканці», Олени Андріївни у спектаклі «26 комнат» тощо. В останній прем'єрі Київського театру драми і комедії — виставі «Не все коту масленица» — Жураківська грає Феону, ключницю купця.
У 1999 почала зніматися у кіно, здебільшого в другорядних ролях. Запрошена Олексієм Лісовцем на головну роль у кінострічку «Професор в законі» (рос. «Профессор в законе») — комедію з елементами чорного гумору. Запрошена Володимиром Савельєвим на роль Катерини ІІ у фільмі «Лицар Дикого поля» (рос. «Рыцарь Дикого поля»).
З 2 по 5 сезони — ведуча шоу «Зважені та щасливі» на телеканалі «СТБ» (2012 — 2015).
Розлучена, дітей не має. Любить подорожувати, на що витрачає більшу частину гонорарів.[джерело?]

## Фільмографія
| Рік       | Фільм                                                                                   | Роль                                   |
| --------- | --------------------------------------------------------------------------------------- | -------------------------------------- |
| 2000-2001 | День народження Буржуя (День рождения Буржуя) (серіал)                                  | епізод                                 |
| 2001      | Все, що ти любиш (Всё, что ты любишь)                                                   | епізод                                 |
| 2001      | Провінційний роман (Провинциальный роман)                                               | Тамара                                 |
| 2003      | Снігова королева (Снежная королева) (фільм-концерт)                                     | сніговик                               |
| 2004      | Залізна сотня (Железная сотня)                                                          | Катруся                                |
| 2004      | За двома зайцями (За двумя зайцами) (фільм-концерт)                                     | Люська                                 |
| 2004      | Секонд-хенд                                                                             |                                        |
| 2005      | Далеко від Сансет бульвару (Далеко от Сансет бульвара)                                  | епізод                                 |
| 2005      | За все тобі дякую (За все тебя благодарю) (серіал)                                      | Люба                                   |
| 2005      | На білому катері (На белом катере) (телевізійний фільм)                                 | Жанна                                  |
| 2005      | Розлучення та дівоче прізвище (Развод и девичья фамилия) (телесеріал)                   | Раєчка                                 |
| 2005-2006 | Леся+Рома (серіал)                                                                      | Рая                                    |
| 2006      | Дурдом (серіал)                                                                         |                                        |
| 2006      | Дідусь моєї мрії (Дедушка моей мечты) (серіал)                                          | Хатня робітниця Марго                  |
| 2006      | Жіночі сльози (Женские слезы)                                                           |                                        |
| 2006      | За все тобі дякую-2 (За все тебя благодарю-2)                                           | Люба                                   |
| 2006      | Таємниця Маестро (режисер М. Федюк) (Тайна Маэстро)                                     | Катерина ІІ                            |
| 2006      | Таємниця «Святого Патрика» (Тайна «Святого Патрика»)                                    |                                        |
| 2006      | Утьосов. Пісня тривалістю в життя (Утесов. Песня длиною в жизнь) (серіал)               | Оксана                                 |
| 2006      | Професор у законі (Профессор в законе)                                                  | Катя (головна роль)                    |
| 2006      | Сестри по крові (Сестры по крови) (серіал)                                              |                                        |
| 2006      | Танго кохання (Танго любви)                                                             | епізод                                 |
| 2007      | Дні надії (Дни надежды)                                                                 | Клієнтка                               |
| 2007      | Коли її зовсім не чекаєш (серіал)                                                       | Лілія                                  |
| 2007      | Пушкен                                                                                  |                                        |
| 2007      | Фабрика щастя (Фабрика счастья)                                                         |                                        |
| 2007      | Чужі таємниці (Чужие тайны) (серіал)                                                    | Агриппіна                              |
| 2008      | Жінка, що не схильна до авантюр (Женщина, не склонная к авантюрам) (телевізійний фільм) | Світлана                               |
| 2008      | Почати спочатку. Марта (Начать сначала. Марта) (серіал)                                 | Діна                                   |
| 2008      | Не квап кохання! (Не торопи любовь!) (телевізійний фільм)                               |                                        |
| 2008      | Пригоди на хуторці поблизу Диканьки (Приключения на хуторке близ Диканьки) (відео)      | Тьотя Галя                             |
| 2008      | Король, дама, валет                                                                     | Наташа                                 |
| 2008      | Роман вихідного дня (Роман выходного дня)                                               |                                        |
| 2008      | Кава та диявол (Кофе и дьявол)                                                          |                                        |
| 2008      | Повернення блудного батька (Возвращение блудного отца)                                  |                                        |
| 2009      | Про кохання (Про любовь)                                                                | Жанна                                  |
| 2009      | Пушкен                                                                                  |                                        |
| 2009      | Роман вихідного дня (Роман выходного дня)                                               | Сестра Галини                          |
| 2009      | Тяжіння (Притяжение)                                                                    |                                        |
| 2009      | Сільський романс (Деревенский романс) (серіал)                                          |                                        |
| 2009      | Пригоди на хуторці поблизу Диканьки (Приключения на хуторке близ Диканьки)              | Тьотя Галя                             |
| 2009      | Доярка з Хацапетовки. Виклик долі (Доярка из Хацапетовки. Вызов судьбе)                 | Маргарита                              |
| 2011      | Білі троянди надії                                                                      | Іванівна                               |
| 2010      | Гербарій Маші Колосової (Гербарий Маши Колосовой)                                       |                                        |
| 2012      | Дорога в порожнечу                                                                      | Маня Тимофєєва                         |
| 2012      | Батьківський інстинкт                                                                   | Дюймовочка                             |
| 2012      | Світ Соні                                                                               | Соня                                   |
| 2012      | Це моя собака                                                                           | Леся                                   |
| 2012      | Одеса-мама                                                                              | Валентина Іванівна                     |
| 2013      | Жіночий лікар-2                                                                         | Тамара Заварова                        |
| 2013      | Свати 6                                                                                 | Ксенія Павлівна                        |
| 2013      | Метелики                                                                                | Шура                                   |
| 2013      | Полярний рейс                                                                           | Ірина Михайлівна                       |
| 2014      | Поки станиця спить                                                                      | Любаша                                 |
| 2014      | Трубач                                                                                  | Галя                                   |
| 2015      | Останній яничар (Последний янычар)                                                      | Любаша                                 |
| 2016      | Родичі (Родственнички)                                                                  | Людмила, дочка Михайла Івановича       |
| 2016      | Острів                                                                                  | Тамара                                 |
| 2016      | Нитки долі (Нити судьбы)                                                                | Зоя                                    |
| 2018      | Донбас                                                                                  | дівчина з відром                       |
| 2019      | Подорожники                                                                             | Ірина (головна роль)                   |
| 2019      | У неділю зранку зілля копала                                                            | Варвара Михайлівна                     |
| 2019      | «Як довго я на тебе чекала»                                                             | Любов Якимова (головна роль)           |
| 2019      | «Перші ластівки»                                                                        | Лариса Дудка                           |
| 2019-2021 | «Папік»                                                                                 | Лариса Дмитрівна                       |
| 2019-2021 | Кріпосна                                                                                | Павлина Йосипівна                      |
| 2020      | «Експерт»                                                                               | Людмила Матвіївна                      |
| 2020      | «Перші ластівки. Zалежні»                                                               | Світлана Якименко                      |
| 2020      | «Казка старого мельника»                                                                | Марійка                                |
| 2021-2022 | «Мама»                                                                                  | Ніна Петрівна Швидченко (головна роль) |
| 2024      | Крашанка                                                                                | старша донька                          |

## Театральні ролі
Київський академічний театр драми і комедії на лівому березі Дніпра
- 2001 — «Багато шуму в Парижі» за п'єсою «Пан де Пурсоньяк» Мольєра; реж. Дмитро Богомазов — Неріна
- 2001 — «Сільвія» Альберта Герні; реж. Олексій Лісовець — Філліс
- 2001 — «Каприз принцеси» С. Ципіна — Гофмейстеріна
- 2001 — «Ах, мій милий Августин…» за п'єсою П. Ензіката за мотивами казок Ганса Крістіана Андерсена — Друга придвірна дама
- 2002 — «Любов часів Людовіка» за п'єсою «Жорж Данден, або Обдурений чоловік» Мольєра; реж. Олександр Дзекун — Клодін
- 2003 — «Море… Ніч… Свічки…» за п'єсою «Це велике море» Йосефа Бар-Йосефа; реж. Едуард Митницький — Рита
- 2003 — «Корсіканка» Іржі Губача; реж. Олексій Лісовець — Жозефіна[8]
- 2004 — «Любов з прицілом!?…» (Торговці гумою) за творами Ханоха Левіна; реж. Олексій Лісовець — Бела Берло
- 2005 — «Ромео і Джульєтта» за п'єсою Вільяма Шекспіра; реж. Олексій Лісовець — Годувальниця
- 2006 — «Які у вас претензії до дружини?» (Голубчики мої!…) за творами Федора Достоєвського та Олександра Володіна; реж. Ю. Погребнічко — Міронова
- 2006 — «26 кімнат…» за п'єсою Антона Чехова «Лісовик»; реж. Едуард Митницький — Олена Андріївна
- 2008 — «Не все коту масляна» Олександра Островського; реж. Олексій Лісовець — Феона
- 2010 — «Куди подує вітер…» за п'єсою «Ліола» Луїджі Піранделло — тітка Магда Врана
- 2010 — «Три сестри» за п'єсою Антона Чехова — Наталія Іванівна
- 2012 — «Опискин. Фома!» за повістю «Село Степанчиково і його мешканці» Федора Достоєвського — Анфіса Петрівна Обноскіна
- 2015 — «Дикун» А. Касона — Тітка Анхеліна
- 2016 — «Мотузка» М. Хейфеця — Пацієнтка / Адвокатка
- 2018 — «Розлучник» Іона Сапдару; реж. Олексій Лісовець — Вірджинія / Меда
- 2020 — «Усі найкращі речі» Дункана МакМіллана; реж. Тамара Трунова[9]

Інші театри
- 2016 — «Ілюзії» Івана Вирипаєва; реж. Станіслав Жирков (продюсерська агенція «ТЕ-АРТ» / театр «Золоті ворота»)[10]
- 2018 — «Схід — Захід» за дитячю драматургією; реж. Влада Бєлозоренко (Київський театр «Актор»)[11]

## Нагороди та номінації
| Нагорода                                         | Рік  | Категорія                                               | Робота                                   | Результат |
| ------------------------------------------------ | ---- | ------------------------------------------------------- | ---------------------------------------- | --------- |
| Національна кінопремія «Золота дзиґа»            | 2019 | Найкраща жіноча роль другого плану                      | Донбас                                   | Номінація |
| Національна премія кінокритиків «Кіноколо»       | 2018 | Найкраща акторка                                        | Донбас                                   | Номінація |
| Київська пектораль                               | 2006 | Найкраще виконання жіночої ролі другого плану           | Ромео і Джульєтта                        | Номінація |
| Київська пектораль                               | 2009 | Найкраще виконання жіночої ролі першого/другого плану   | Не все коту масляна                      | Номінація |
| Київська пектораль                               | 2013 | Найкраще виконання жіночої ролі другого плану           | Опискін. Фома!                           | Номінація |
| Київська пектораль                               | 2019 | Найкраще виконання жіночої ролі                         | Схід-Захід                               | Номінація |
| Телетріумф                                       | 2014 | Акторка телевізійного фільму/серіалу                    | Шлях у порожнечу                         | Перемога  |
| Національна премія України імені Тараса Шевченка | 2023 | Кіномистецтво                                           | Мама                                     | Номінація |
| Мистецька премія «Київ»                          | 2021 | Премія «Київ» імені Амвросія Бучми                      | Розлучник, Схід-Захід, Усі найкращі речі | Перемога  |
| Особиста зірка на «Площі зірок»                  | 2021 | Видатний внесок в українське театральне й кіномистецтво | Н/Д                                      | Перемога  |
| Премія НСТДУ                                     | 2020 | Премія Марії Заньковецької                              | Н/Д                                      | Номінація |
| Viva! Найкрасивіші                               | 2017 | Найкрасивіша жінка України                              | Н/Д                                      | Номінація |